# 胡漢民
胡漢民（1879年12月9日—1936年5月12日），原名衍鴻，字展堂，號不匱室主，廣東番禺县人氏，原籍江西吉安府庐陵县延福乡青山村，中国近代民主革命家、政治家、理论家、书法家與诗人，中國國民黨元老和早期主要領導人之一，也是国民黨前期的右派代表人物之一。其主张地公主义，认为资本垄断是土地垄断的结果而非原因，国家应将为避免土地垄断征收的地价税投资到生产事业，将大资本收归国有，建立国家资本主义的经济体制，促进国家发展，造福国民。

## 生平

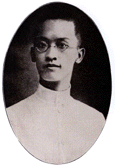
任廣東都督時之胡漢民，攝於1912年左右

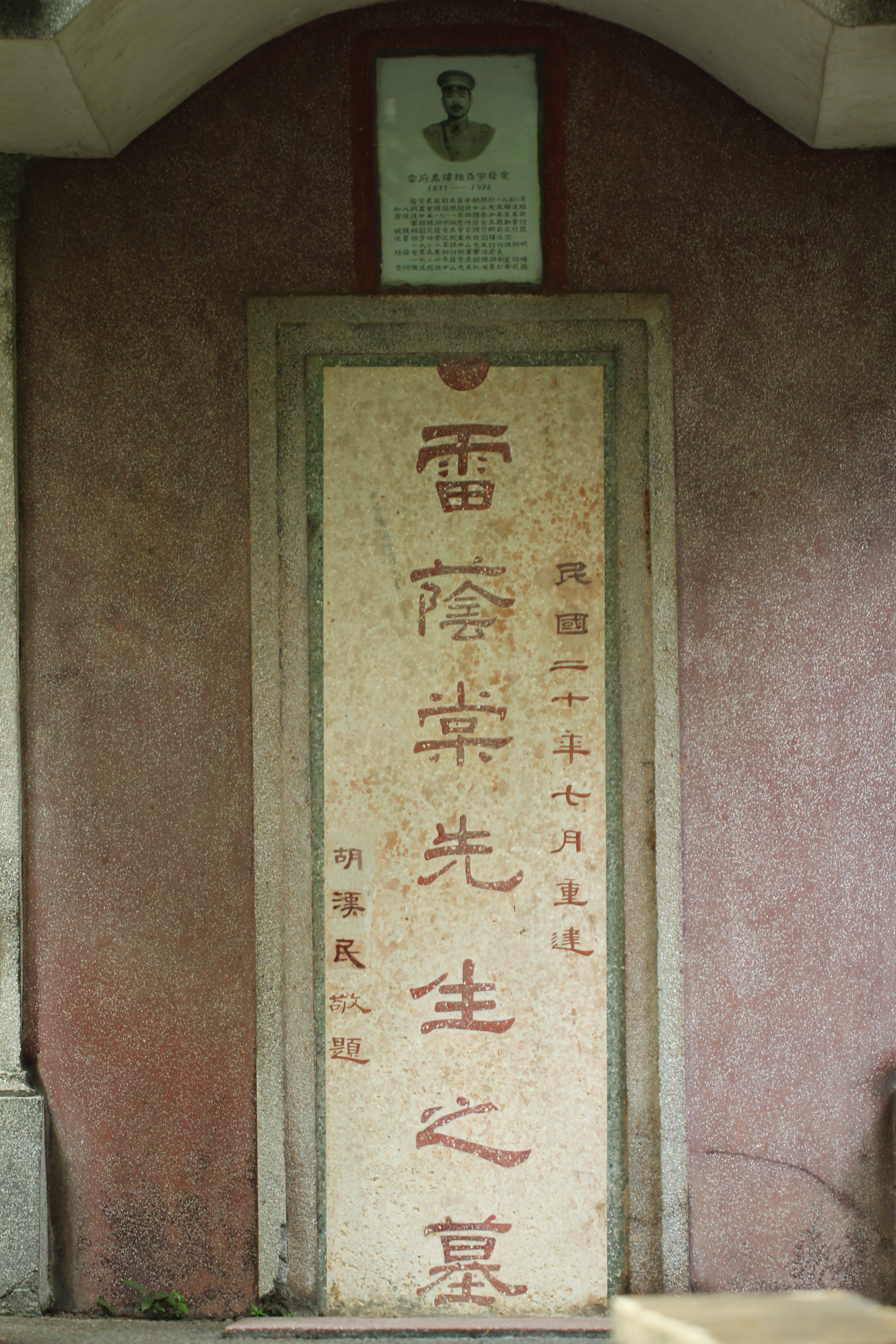
雷蔭棠先生之墓碑，胡漢民書，碑文（落款）在文化大革命期間被破壞。位於黃花崗七十二烈士墓。

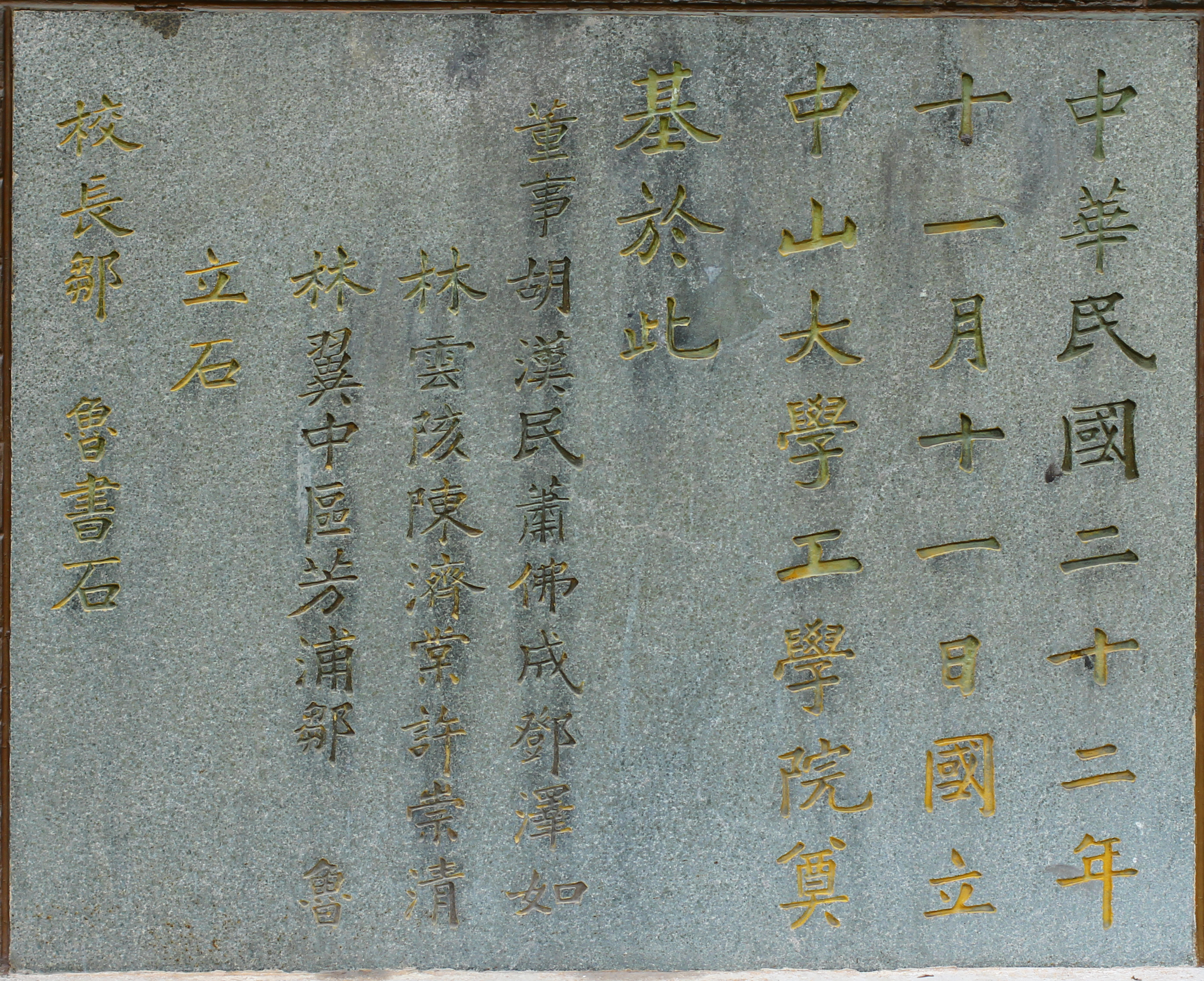
胡漢民為國立中山大學校董之一，此乃工學院奠基。

1879年12月9日，出生于廣東番禺县，胡家原籍江西廬陵，至其祖父到廣州做官，定居廣州。父親輾轉於博羅、茂名、德慶等縣做幕僚。八歲時隨家迁回广州仓边街居住，就讀私塾，與長兄師從張德瀛。1891年，十三歲時岁喪父，輟學，十五歲喪母，家計困窘，次年長兄開課供其讀書，接觸顧炎武和王夫之的學說並與耶穌會有來往聽說孫文革命。後就讀於海堂、菊波、越秀等書院。1900年，生活漸漸寬裕，結識史堅如等人，担任廣州《嶺海報》記者。1901年，代人槍手鄉試中舉人，获得酬勞六千多两。
1902年，結識吳稚暉、鈕永建等人，考取「赴日官费生」，公費留學日本，就读于东京宏文学院速成师范科。6月，胡因反對清公使及日本政府被退學，回國後任教广西梧州中學。1904年，因受地方保守派反對遂回廣州，同年任香山隆都私立學校校長，是年秋再赴日本，入法政大学速成法政科，與汪精衛，朱執信，古應芬，李文範等人同窗，1905年7月，與廖仲愷同行返粵，8月20日，在孫成立同盟會，胡即回東京，擔任評議部議員，《民報》編輯。1907年起，與汪精衛合辦中興日報。1908年，連續發動潮州黃岡，惠州七女湖等六次起義，胡奔走各地，聯絡策應。經多次失敗，胡將重心從會黨轉向新軍。1909年，胡赴香港策應廣州新軍運動，11月，成立同盟會南方黨部，胡任支部長。1910年2月22日，廣州新軍起義，和黃花崗之役均為南方黨部所發動。
1911年，辛亥革命後從西貢返粵，清軍水師提督李準投誠，即入廣東諮議局任都督、孫返國後任南京臨時政府秘書長。
1913年6月14日，時任廣東都督的胡漢民，被袁世凱改命為西藏宣撫使，後參加二次革命，失敗後於1914年隨孫中山在日本成立中華革命黨，創『民國雜誌』。
1917年7月，孫中山在廣州發起護法運動，誠邀陸榮廷主持大局，胡漢民藉此機會到廣西武鳴見陸榮廷，謀取廣東省長不遂。8月下旬，廣東省長朱慶瀾辭職，省議會推舉胡漢民為省長，但督軍陳炳焜竟向北京推薦李耀漢出任省長（此時廣東已宣告「自主」，不遵從北京命令），段祺瑞政府欣然接納。是年9月，護法軍政府在廣州成立，胡漢民被選任為交通總長、總參議等職。1918年5月，軍政府改組，胡漢民伴隨孫文離開廣州。1923年，恢復廣州，任省長。
1924年1月，中國國民黨第一次全國代表大會在廣州召开，胡被孫中山任命为五人大會主席團之一，并獲選中央執行委員，兼任黄埔军校政治教官。这次大会确定了孙中山联俄容共的政策，但遭到胡漢民反對，孫胡產生隔閡，胡漢民一度被外派至上海，後來蔣中正出面調停，孫胡關係緩和。同年9月，孫中山離廣州到韶關建立北伐大本营，任胡代行大元帥留守广州。11月孫北上，胡漢民代理大元帥職務時，黃埔軍校學生組織東征部隊第一次東征陳炯明，取得勝利:462。
自1905年孫中山成立中國同盟會後，到1925年孫去世，在孫領導下，胡漢民重在內部策劃，汪精衛重在對外聯絡，蔣介石重在軍事任務，三人大致分工合作:21。
1925年3月12日，孫中山於北京逝世，此后中國國民黨內最具實力的人是汪精衛、胡漢民和廖仲愷。同年8月，中國国民党左派领袖廖仲恺被暗杀。汪精卫、许崇智、蒋介石三人组成特别委员会，以控制局势和处理廖案。在审理廖案过程中，作为中國国民党右派领袖的胡汉民被认为嫌疑最大，曾一度被拘留。同月，胡漢民出國:10，被派往苏联考察。
第一次胡蔣合，是從1927年4月中國國民黨清黨，到8月「寧漢分裂」蔣下野:21。1927年，寧漢分裂時，胡支持蔣介石，与其合作共组南京国民政府，主持南京工作，参与反共清党，后任立法院院長等职。
第二次胡蔣合，是從1928年10月南京國民政府改組，到1931年2月「湯山事件」:21。1928年1月，与孙科与伍朝枢赴英国、德国等地考察。1930年10月3日，蔣發表「江電」，提出召開國民會議、制定新約法等一系列政治主張，但遭到胡漢民強烈反對:364。胡漢民堅持維護《中華民國臨時約法》，認為制定新約法就是在破壞孫文遺教；同時張學良在中原大戰支持蔣，對蔣最終獲勝貢獻不可磨滅，蔣欲提拔張學良的部屬為國府委員及部長，又遭胡反對。
1931年2月，胡漢民對召開國民會議，獨持異見:22，反对在国民会议中讨论《约法》，与蒋发生矛盾。2月底，胡被蔣軟禁于汤山，被迫辭去所有職務。4月底，中國國民黨粵方四位監察院監察委員鄧澤如、林森、蕭佛成、古應芬以蔣非法扣留胡漢民為由，通電彈劾蔣，並例舉他種種獨裁事實。10月14日，蔣在張靜江陪同下去見胡漢民，蔣說：「過去一切，我都錯了，請胡先生原諒，以後遇事，還請胡先生指教」。10月14日下午，胡到上海，結束軟禁。後至廣州，成為南方實力派領袖，持“抗日、剿共、反蔣”三大政治主張，并将蒋介石称为“新军阀”。
1935年6月，胡漢民赴歐考察，停止對蔣抨擊。1935年12月，尚在法國的胡漢民被中國國民黨五屆一中全會選為中央常務委員會主席。
1936年1月，自歐洲返國，留在廣州。

### 骤逝
1936年5月9日，在广州一场与朋友的象棋对弈中，突发脑溢血，三日後病逝。

## 葬礼
蔣撥款60萬治喪，定為國葬:14。5月25日，在南京勵志社舉行追悼會，蔣出席並送輓聯「滄海正橫流，風雨同舟苦共濟；中原誰砥柱，荊蓁滿地哭元勳」祭悼:363。其國葬於同年7月13日在廣州中山紀念堂舉行。
為紀念胡漢民的貢獻，國民政府將广州市一條路命名為漢民路（今北京路） ，而廣州市永漢區（今越秀區）亦曾易名為「漢民區」；在臺灣，高雄市小港區及新北市中和區亦有漢民路。

### 墓葬
- 參見：廣州被清拆史蹟列表

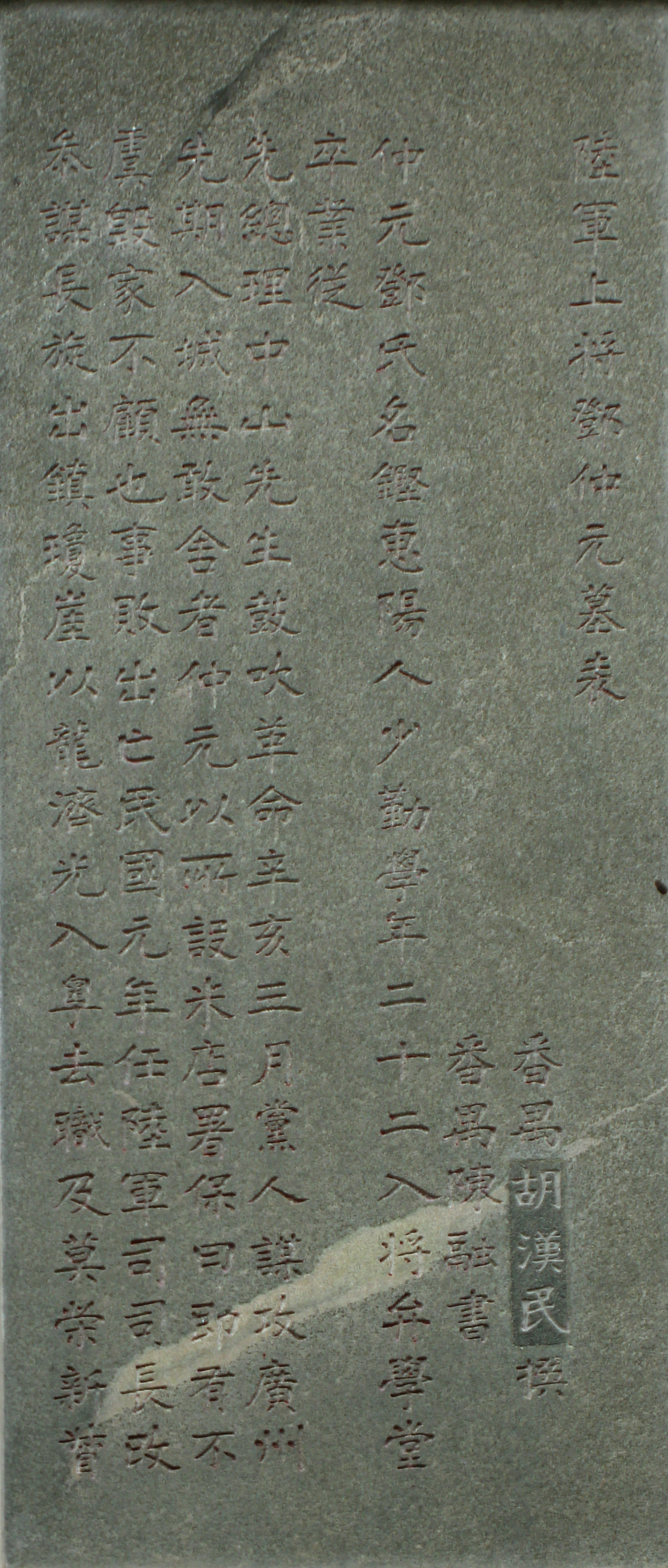
陸軍上將鄧仲元墓表，胡漢民撰，落款同樣曾在文化大革命時被破壞。位於黃花崗。

胡漢民在廣州去世後，原計劃安葬在南京中山陵，陪葬孫中山，但其妻以不方便掃墓、祭祀為由，不同意，於是國民政府就在龍眼洞（龍洞）撥了800畝地來安葬。當時墓地在銀屏嶺獅山半山腰中興建，建於1936年，混凝土結構，後來抗日戰爭爆發，接著又是國共內戰，墓地並沒有正式竣工，還剩下很多石料在該處。
1949年中共建政後，墓地被廣東省林業學校佔據，修墓石料均都佔用。1960年代文化大革命期間墓被毀，上面建成一房，把胡的墓穴壓著。
1981年，胡漢民女兒胡木蘭託人囑咐妹妹胡綺霞向當局提議重建。中共中央審查三年，斷定胡漢民不是殺害廖仲愷的幕後黑手，重建計劃方獲批准。當時由廣東省人民政府撥款人民幣七萬多元，令廣州市人民政府承建，在原墓東面300米處另建新墓，1985年8月7日竣工。
但其女不同意將其父棺木遷至新墓，故新墓實為空塚。新墓為外飾水洗米石的墓，坐東南向西北。當中高3米，一級護嶺。碑鐫「胡漢民先生之墓」七字。左前方建有「不匱亭」。右側為胡漢民夫人墓，墓碑中刻「先妣陳太夫人墓」，下款署「民國三十五年」。整個墓園佔地約1,800平方米。墓砌有拱手及祭台，佔地面積約1,000平方米。

## 家族
家族自祖父来广东做官，开始落籍番禺。父亲胡文照做过博罗、高州等处州县幕僚（师爷）。另有堂弟胡毅生。

## 評價
章太炎：「學問在四督中爲第二（次於湖南都督譚延闓），拙于用兵，性質狡黠，有種種手段。」四督指江西都督李烈鈞、湖南都督譚延闓、安徽都督柏文蔚、廣東都督胡漢民，四人于1913年5月共同反對善後大借款，章太炎即評於此事發生后。
孫中山：「胡漢民先生為人，兄弟知之最深，昔與同謀革命事業已七、八年，其學問道德均所深信，不獨廣東難得其人，即他省亦所罕見也。跡其平生之大力量、大才幹，不獨可勝都督之任，即位以總統，亦綽綽有餘。」
《李宗仁回憶錄》：「至於胡漢民，則確為一剛正不阿、有為有守的君子。然胡氏的器量亦極狹隘，恃才傲物，言語尖刻，絕無物與民胞的政治家風度。」
汪希文《孫中山的左右手：朱執信與胡漢民》：「當年國民黨除國父之外，汪、胡（汪精衛、胡漢民）是共同分坐第二把交椅，兩人的工作，性質則有多少分別，黨中同志，皆認為胡是『坐宮』；汪是「行宮」。展堂（胡漢民）經常是在國父身邊，真的一人之下，萬人之上，無人可以與他比擬。」

## 書法
胡漢民以精於隸書著名，與篆書的吳稚暉、楷書的譚延闓、草書的于右任等人，並譽為「民國四大書法家」。

## 著作
- 《胡汉民先生文集》（全4册）1978中央文物供应社
- 《胡汉民先生诗集》1978中央文物供应社
- 《胡汉民先生自传》1978中央文物供应社
- 《胡汉民回忆录》2013东方出版社

## 诗文集
- 《革命理论与革命工作》，民国二十一年上海民智书局
- 《不匱室詩鈔》，民国二十五年胡汉民先生国葬典礼委员会编印
- 《胡汉民先生文集》（全四册），民国六十七年中央文物供应社
- 《中国近代思想家文库：胡汉民卷》，2014年中国人民大学出版社

### 引用
1. ↑  李学桃. . . 北京: 中国社会科学出版社. 2015  [2025-05-02].
2. ↑   (PDF). 政府公報. 1913-06-15, (398號).
3. ↑  . 新聞報 (上海). 1917-09-03. 嚮者足下竊取聯絡陸使名義，盤桓武鳴，與其左右賭博，虛糜公欵，以遂其逢迎之私，繼乃干陸使，許於朱慶瀾去職後，得爲省長，是時陸與譚月波督軍隨聲附和，乃以一電徵陳督軍同意，詎陳覆電，不以足下爲然，僕至武鳴，友人親爲言之，黃君子蔭復親聆之
4. ↑  . 民國日報 (上海). 1917-09-02.
5. ↑   (PDF). 政府公報. 1917-08-31, (584號).
6. ↑  命令(PDF). 軍政府公報. 1917-09-17, (1號)
7. ↑  . 神州日報 (上海). 1918-05-28. 已於念一晚偕同胡漢民、戴天仇等三十餘人附船離省，此行先赴台灣及日本東京
8. 1 2  .   [2019-06-01]. （原始内容存档于2019-07-26）.
9. ↑  王成斌等主編 (编). . 北京: 解放軍出版社. 1998. ISBN 7506502615.
10. 1 2 3  蔣永敬. . 新鋭文創. 2018.
11. 1 2  陳雷等編著. . 台北: 傳記文學出版社. 1978-06-01.
12. ↑  羅敏. 呂芳上主編 , 编. . 蔣介石的日常生活 (香港: 天地圖書). 2014.
13. 1 2  安淑萍、王長生. . 台北: 傳記文學出版社. 2009-05-15. ISBN 9789578506695.
14. ↑  . 南方都市報. 2008-07-25  [2013-09-18]. （原始内容存档于2016-03-04）.
15. ↑  . 盛京時報 (奉天). 1913-06-07.
16. ↑  . 2020/03/29  [2023-04-04]. （原始内容存档于2023-07-25）.

### 來源
- 胡汉民. . 中国国民党中央执行委员会西南执行部. 1936.
- 胡汉民. . 民智书局. 1938.
- 胡汉民. 张殿兴 , 编. . 人民出版社. 2014.06. ISBN 978-7-01-013598-4.
- 陈红民. . 生活·读书·新知三联书店. 2003.09. ISBN 7-108-02013-0.
- 陈红民 (编). . 广西师范大学出版社. 2005.12. ISBN 7-5633-5771-8.